# فرانک بی. کلاگ
فرانک بی. کلاگ (به انگلیسی: Frank Billings Kellogg) سناتور سابق عضو حزب جمهوری‌خواه ایالات متحده آمریکا بود. وی در سال ۱۹۱۷ تا ۱۹۲۳ میلادی سناتور ایالت مینه‌سوتا در سنای ایالات متحده آمریکا بود.